# Гроза-О
Гроза-О (бел. Навальніца-О) — белорусский комплекс обнаружения операторов мультикоптеров, разработанный ОАО КБ «Радар» в рамках серии систем РЭБ «Гроза».
Предназначен для автоматизированного поиска на местности и видеорегистрации операторов мультикоптеров. Состоит из летающей платформы на базе квадрокоптера Matrice 210 с пеленгаторной антенной, двухканальным цифровым радиоприёмником и видеокамер, пульта управления с планшетным компьютером, кейс-контейнером для перевозки и специального программного обеспечения для планшетного компьютера.
Предполагается взаимодействие комплекса с другими системами серии, например «Гроза-С», в компетенцию которой входит обнаружение беспилотника и, при необходимости, его перехват и посадка. Только после этого в действие вступает образец «О». Первоначально производится взлёт управляемой летающей платформы на высоту 50-100 м, поиск и пеленгование сигналов пульта управления мультикоптером. Поиск оператора производится в два этапа. На первом летающая платформа производит пеленгование пульта управления из двух точек пространства. В точку пересечения пеленгов (место расположения оператора) направляется группа захвата. На втором летающая платформа осуществляет автоматизированный полет с постоянным пеленгованием пульта, визуальным поиском, видеорегистрацией действий оператора.